# وظائف تقدير الذات
تقدير الذات (بالإنجليزية: Self-esteem): هو طريقة وأسلوب الأفراد في تقييم أنفسهم إيجابيًا. وفقًا لتيموثي ليري، فإن مفهوم تقدير الذات هو العلاقة بين الذات الحقيقية للشخص والذات المثالية التي يطمح بامتلاكها، ما يؤدي إلى رغبته بتغذية السلوكيات الإيجابية. يشير مفهوم تقدير الذات إلى إحساس الفرد بقيمته، أو إلى أي مدى يقدّر الشخص ذاته أو يوافقها أو يكافئها أو يحبها. يعتبر تقدير الذات عمومًا المكوّن التقديري لمفهوم الذات، وهو التمثيل الأوسع للذات الذي يتضمن الجوانب المعرفية والسلوكية، والجوانب التقييمية أو الوجدانية أيضًا. هناك العديد من المقترحات المختلفة فيما يتعلق بوظائف تقدير الذات. تتضمن إحدى هذه الاقتراحات تلبية الحاجة الغريزية للشعور بالرضا عن النفس. وهناك طريقة أخرى تتمثل في التقليل من الرفض الاجتماعي إلى حدّه الأدنى. يُعرّف تقدير الذات أيضًا بأنه وسيلة للشخص في أن يظل مهيمنًا في العلاقات الشخصية (باركو، 1980). من المعروف أن تقدير الذات يقي الناس من الشعور بالخوف الذي قد ينشأ بحسب نظرية السيطرة على الخوف. يساعد تقدير الذات في تحفيز الناس على تحقيق أهدافهم عبر تقدير عالٍ للذات يؤدي إلى إدراك كيفية التعامل مع مواقف مختلفة، بينما يؤدي تدّني تقدير الذات إلى تجنب تلك المواقف وعدم مواجهتها.

## منظورات تطورية

### نظرية المعيار الاجتماعي
تطورت نظرية المعيار الاجتماعي (بالإنجليزية: Sociometer theory) على يد مارك ليري (عام 1999)، إذ عمِل على شرح وظائف تقدير الذات. صرّح ليري وزملاؤه بأن المقياس الاجتماعي يُستخدم لإظهار كيفية أن يكون الشخص مرغوبًا فيه أو مقبولًا من قِبل أشخاص آخرين، وهذا كثيرًا ما يتأثر بتقدير الشخص لذاته. اقترحوا أيضًا بأن مفهوم تقدير الذات قد تطوّر لرصد قبول الفرد الاجتماعي، إذ يُستخدم مقياسًا لتجنب انخفاض القيمة الاجتماعية والرفض. ترتكز نظرية المقياس الاجتماعي بشكل كبير على النظريات التطورية التي تشير إلى أن البقاء يعتمد على نسبة القبول الاجتماعي لأسباب مثل الحماية والسلوكات المتبادلة، والأهم من ذلك كلّه هو التكاثر. لذلك فإن مراقبة نسبة قبول الفرد عبر تقدير الذات يُعتبر أمرًا حاسمًا من أجل تحقيق هذه الأنماط من التفاعلات الاجتماعية ومن أجل أن يتمتّع الفرد بقدرة أكبر على التنافس من أجل المنافع الاجتماعية الخاصة به.
توسّع كيركباتريك وإيليس (عام 2003) في عمل سابق لتيموثي ليري، واقترحا بأن وظيفة عالم الاجتماع ليست فقط ضمان عدم استبعاد الفرد من مجموعته الاجتماعية ولكن أيضًا يجب عليه تقييم قوة المجموعة الاجتماعية مقارنةً بالمجموعات الأخرى.

### نظرية التحديد الذاتي
تنصّ نظرية التحديد الذاتي (بالإنجليزية: Self-determination theory) (SDT) على أن الإنسان يولد بدافع جوهري لاستكشاف محيطه واستيعابه وإدراكه، وأنه يحقق تقديرًا ذاتيًا حقيقيًا بنسبة عالية عندما يقدم العناصر الغذائية أو الاحتياجات النفسية الأساسية للحياة (الارتباط وتحقيق الكفاءة والاستقلال الذاتي) بشكل متوازن (نايلر، (2005 (نظريات تقدير الذات وعلم النفس الإيجابي).

### منظور علم السلوك الحيواني
يشير منظور علم السلوك الحيواني (بالإنجليزية: Ethological Perspective) (باركو، 1980) إلى أن تقدير الذات هو عملية تكيّف تطورت بغرض الحفاظ على الهيمنة في العلاقات الشخصية للفرد. إذ يُقال إن البشر قد طوروا آليات معينة لتحقيق شعور الهيمنة من أجل تسهيل السلوكات الإنجابية مثل الحصول على حبيب. نظرًا لأن الاهتمام وردود الفعل الإيجابية من الآخرين مرتبطة بالهيمنة، فقد أصبحت مشاعر تقدير الذات مرتبطة أيضًا بالقبول الاجتماعي والاحترام. من هذا المنظور، فإن الدافع لتقييم الذات بشكل إيجابي من ناحية التطور هو تعزيز الهيمنة النسبية للفرد (ليري، 1999).
اختبر ليري وآخرون (عام 2001) مفهوم الهيمنة والقبول الاجتماعي بعلاقته مع مفهوم تقدير الذات. بدا أن سمة تقدير الذات مرتبطة بالدرجة التي شعر بها المشاركون بالقبول من قبل أشخاص محددين في حياتهم، لا بالدرجة التي اعتقد المشاركون فيها بأن هؤلاء الأفراد رغبوا بالهيمنة والسيطرة عليهم. وفي النهاية، بدا أن القبول والهيمنة لهما تأثيرات مستقلة على مفهوم تقدير الذات.

### نظرية السيطرة على الخوف
نظرية السيطرة على الخوف (بالإنجليزية: Terror Management Theory) التي وضعها شيلدون سولومان وآخرون في عام (1991)، فيما يتعلق بمفهوم تقدير الذات، والتي تنصّ على أن تقدير الذات يساعد في حماية الأفراد من الخوف الذي قد يشعرون به عند احتمال تعرضهم لموقف مؤلم أو حادث مميت. يقترح سولومان بأن الناس غالبًا ما يبحثون عن طرق لتعزيز ثقتهم بأنفسهم من أجل تخفيف شعورهم بالقلق اللاواعي المرتبط بألمهم أو معاناتهم. يُعدّ استيعاب القيم الثقافية هذا عاملًا أساسيًا في نظرية السيطرة على الخوف (تي إم تي) التي يُنظر فيها إلى مفهوم تقدير الذات على أنه بناء قائم على أساس ثقافي مشتق من دمج حوادث غير متوقعة يقدّرها المجتمع في «رؤية العالم» الخاصة بكل فرد. يعزز ارتفاع نسبة تقدير الذات من التأثير الإيجابي والنمو الذاتي والرفاهية النفسية وحالة التكيّف عند الفرد كحاجز ضد القلق في معرفة موتنا المحتمل في نهاية المطاف، ويقلّل من السلوك الدفاعي المرتبط بالقلق (نايلر، (2005(نظريات تقدير الذات في علم النفس الإيجابي). تفترض نظرية السيطرة على الخوف المستندة أساسًا إلى كتابات إرنست بيكر (1962 ، 1971 ، 1973 ، 1975) وأوتو رانك (1936 ، 1941)، أن مفهوم تقدير الذات ضروري؛ لأنه يوفر الحماية ضد الخوف من الموت (جرينبيرغ، وتيشسنزكي، وسولومان عام 1986، وسولومان وجرينبيرغ وتيشسنزكي عام 1991). من هذا المنظور، يتجذّر الخوف من الموت في غريزة الحفاظ على بقاء الذات التي يتقاسمها البشر مع الأنواع الأخرى (جونز إي.ماكريغور وإتش.تيشسنزكي وتي.سيمون وسولومان (1997) (آثار نظريتي السيطرة على الخوف وتقدير الذات في علم النفس الاجتماعي 72 ، 24-36).

## النجاح
يعتقد بعض الباحثين أن وجود تقدير عالٍ للذات يسهّل تحقيق الأهداف التي يرغب بتحقيقها الأفراد. اقترح بدنار وويلز وبيترسون (عام 1989) بأن مفهوم تقدير الذات هو شكل من أشكال ردود الفعل الشخصية حول مستوى اكتفاء الذات. تكون ردود الفعل (تقدير الذات) إيجابية عندما يتأقلم الفرد جيدًا مع الظروف من حوله وفي المقابل تكون سلبية عندما يتجنّب التهديدات دون أن يتعامل معها أو يعالجها. يؤثر تقدير الذات على طريقة تحقيق الأهداف؛ فإن ارتفاع مستوى تقدير الذات يزيد من رغبة الفرد بمواجهة الظروف، أما تدنيه يؤدي إلى تجنب المواجهة والابتعاد عنها (ليري، 1999).